# はっぴいえんど (アルバム)
『はっぴいえんど』は、1970年8月5日に発売されたはっぴいえんど通算1作目のスタジオ・アルバム。異論はあるものの、日本語ロックとして初めてリリースされた作品とされる。

## 解説
当時URCレコードのディレクターだった小倉栄司（小倉エージ）との縁により、バンドはURCレコードとの契約を得て本作を制作した。ジャケットに描かれた看板から、本作は「ゆでめん」という通称で呼ばれている。
「12月の雨の日」は別バージョンが録音され、次作『風街ろまん』収録曲「はいからはくち」とのダブル・ジャケットでキングレコードからリリースされた。
後に大瀧詠一は、「レコーディングが終わった後は全員が“やったなぁ”って感じだった。朝になって外へ出たらすごく清々しくて。その時、鈴木茂が『やあ、すがやかな天気だなあ』って言ったんだよ。爽やかと清々しいとを足しちゃったんだよね。でも“すがやか”っていう一語に尽きたね、全員が。で、ものすごくいい天気だったんだよ」「4・5日で全部録っちゃったけど、ロックっていうベースの弾き方も、ロックっていうドラムの叩き方も、ロックっていうギターの弾き方も、ロックっていう歌い方もあるという、そういう所からスタートしたグループだよ、はっぴいえんどっていうのはね。俺たちはついにやったんだなあって思った」「これでもう十分に日本の音楽界に足跡を残すことができたんだって本当に力強く思ったよ。当時松本の彼女がレコード屋さんの店員をしていたんだけど、その彼女が『はっぴいえんどは日本のビートルズよ』って言ってたのを覚えているけど、あの当時は本当にそういう意識でやっていたことは事実だね。バッファロー・スプリングフィールドとモビー・グレープがサウンドの根底だった。やっぱり、アメリカン・サウンドのロックなんだろうな。バッファローはアコースティック・ギターをポイントに使っていて。モビー・グレープはエレキだね、サイドのカッティング。あれだけアコースティックを前面に押し立てたグループや、ギターが3人もいたグループは珍しかったね、当時。その2本立てでいこうっていうのが1枚目のLPに関してはあった。ただ、そこに細野のプロコル・ハルムとかあったけどね」と振り返っている。

## アートワーク
アルバム・ジャケットは、漫画家林静一のイラストをフィーチャーした表紙に、野上眞宏が日頃から撮りためていたメンバーの写真を裏に配して、矢吹申彦がアート・ディレクションを手掛けた。後に野上が矢吹から聞いた話によれば、原画はモノクロで、矢吹が全体の黄色とはっぴいえんどの札の白抜きを決め、URCから渡されたメンバーの写真をコラージュしたとのことだった。林のイラストを使うことは、矢吹がデザインを引き受けた段階で既に決まっていたという。このジャケットが制作された1970年夏の時点で、野上にとって自身の写真が印刷されるのはこれが初めてだったこともあり、写真がどのように使われるかも知らされず、今までに撮った写真の中から好きなものをキャビネに焼いて持って来いとだけ言われたと思うという。使われたのはアオイスタジオでのレコーディング風景、シブヤ西武「MAYカーニバル」でのもの、白金台の自宅での細野晴臣、新宿と青山墓地で撮影した松本隆。野上は、全体のデザインのことをもう少し知らされていたら、違う写真を選ぶことができただろうと言い、表紙にコラージュされた写真はURCからネガを渡してくれと言われたもので、そのネガは野上の元に二度と戻ってこなかったという。ジャケットの歌詞カードは、マネージャーの石浦信三によって書かれた。歌詞カードには尊敬する人物が書かれているが、大瀧によれば、『バッファロー・スプリングフィールド・アゲイン』の裏ジャケットにさまざまな人へのデディケーションが書かれていたことに影響を受けてのこと。しかし当時を代表する名前が多く、それが少し窮屈に感じたことから、三遊亭円生と広沢虎造という遊びの名前を入れたという。

## 影響
本作は1971年に『ニューミュージック・マガジン』誌で第2回（1970年度）日本のロック賞を受賞したが、内田裕也はそれに対して、同賞においてURCレコードのアーティストが優遇されているという主張をしたため、『ニューミュージック・マガジン』誌上の日本語ロック論争へ発展していった。

## 批評
田家秀樹は「どこかに湿り気を帯びた『重さ』が漂っている。悔恨めいた憂鬱な気分が引きずるようなサウンドに心地よかった。あれがきっと1970年代の気分というやつだったのだろうと思うのだ」と評価している。

## 収録曲

### SIDE 1
1. 春よ来い  –  (4分17秒)
  - 作詞：松本隆、作曲：大滝詠一
  - 後に細野は、この曲に関連して大瀧について「彼の存在は、僕には大きいところがあって、宮沢賢治と同郷人という、なんか東北の暗い懐の深さを感じた。そこを松本隆は引っ張り出してきた。大瀧にとっては『春よ来い』は面白くない歌だったと思う。こたつに入る暗いイメージは、現実そのものだったからね。大瀧も音楽的な人間だから、詞のことはあまり深く考えずに、言われたとおりに、出来上がった詞を忠実に歌ってたのね。彼はバッファロー・スプリングフィールドのスティーヴン・スティルスの歌い方や曲作りを勉強したり、スティルスとリッチー・フューレイの歌い方を一つにしようとしたり、そういう所ではマニアックに音楽をやっていたんですよね」[7]と語っている。
2. かくれんぼ  –  (4分32秒)
  - 作詞：松本隆、作曲：大滝詠一
  - 松本によれば、この曲には最初は大サビがなかったが、つけたいと言われて後から2行付け加えられた。また、この曲で聞こえる鈴は大瀧が入れたものだという[8]。
3. しんしんしん  –  (3分06秒)
作詞：松本隆、作曲：細野晴臣
4. 飛べない空  –  (2分44秒)
  - 作詞・作曲：細野晴臣
  - 本作中唯一、細野が歌詞も手掛けた曲。歌を作るとはどういうことかを解説したような作品。細野は「わりと苦労して悩みながら作ったんで、習作みたいなものかもしれないね。あの頃は、お手本の素材の影響が非常に強くて、聴いていた音楽がすぐに出てきちゃうんだけど、それが自分のなかを通過していくと東京臭くなってくるというか、青くさいというか。音楽的にはプロコル・ハルムの影響が強いですね。当時は、曲の作り方がわからなかったんです。自分が作曲するということがよくわからなかった。音符を並べていって、コードをつけて、言葉をつければ曲になるんだけど、それが良い曲なのか悪い曲なのか、自分でわからないんです。その前に僕はエイプリル・フールで何曲か作ってて、なんとなく曲らしくできる自信はあったけど。ところが自分では歌ってなかったので、まず歌が歌えないと歌はできないんじゃないかと思ってた。だから、はっぴいえんどで自分が歌うとなった段階で非常に悩んで、どうやって歌ったらいいかわからなかった。歌うことに気を取られて全体がわからなくなっちゃう。とたんに無力感に襲われて、非常に不安な状態になったんです。そういう不安定な気持ちをそのまま詞にしちゃったんだと思うのね」[7]と後年、インタビューで答えている。
5. 敵タナトスを想起せよ!  –  (3分00秒)
作詞：松本隆、作曲：細野晴臣

### SIDE 2
1. あやか市の動物園  –  (2分48秒)
  - 作詞：松本隆、作曲：細野晴臣
  - オリジナル・ヴァージョンは細野と大瀧のデュエットだが、後にいくつかの編集盤に収録された同年8月9日に岐阜県椛の湖畔で行われた『第二回全日本フォークジャンボリー』では、細野に代わって大瀧が歌唱を担当している。
2. 12月の雨の日  –  (3分27秒)
  - 作詞：松本隆、作曲：大滝詠一
  - はっぴいえんどの楽曲の中では最初に作られた曲。制作時期は1969年12月。実際には、細野・松本が在籍していたバンド「バーンズ」時代に作られた「めざめ」という楽曲があったが、小倉エージによって却下されたため、「12月の雨の日」がはっぴいえんどの処女作ということになった[9]。キングレコードからシングル発売するに際し再録音された。その過程で吉田保と出会う。吉田のエンジニアリングにてシングル・バージョンが録音されたが、未発表となる。結果、吉田ははっぴいえんどのレコーディングエンジニアになる予定だったが実現せず、80年代に大瀧のレコーディングエンジニアとなった。
3. いらいら  –  (3分15秒)
  - 作詞・作曲：大滝詠一
  - 大瀧曰く「“松本隆の詞”が全てであった“はっぴいえんど”」であったが、松本本人の意向などもあり、全部自分の詞ではなくて細野・大瀧の詞曲も一曲ぐらいはあったほうが良い、ということで本作には二人とも一曲ずつ自作詞曲を収録している。松本的ではないものを、ということで松本の叙情的な詞に対し、細野は内省的な「旅」（未発表）を作り、大瀧はそのどちらとも違う“ワイルドな側面”を選び、この曲が作られた。また、ローラ・ニーロのアルバム『イーライと13番目の懺悔 (Eli and the Thirteenth Confession)』から着想を得ている。“イーライ”から“イライラ”にしたという、ただの言葉遊びだった。「発声的に面白ければ全く意味などなくてもいい」という大瀧のノベルティー・ソングに対する考えで、別に当時、個人的にイライラしていたとか、時計の音が気になって眠れなかったことなど、一度もなかった。この曲の詞は単に“イライラ”というストーリーを完結させるための思いつきであり。こじつけでありでまかせなのだという[10]。
4. 朝  –  (2分29秒)
作詞：松本隆、作曲：大滝詠一
5. はっぴいえんど  –  (3分26秒)
  - 作詞：松本隆、作曲：細野晴臣
  - ボーカルは大瀧
6. 続はっぴーいいえーんど  –  (2分20秒)
  - 作詞：松本隆、作曲：細野晴臣
  - 曲中松本隆がポエトリーリーディングをしている。

## クレジット
| 鈴木茂     | lead guitar, celesta                              |
| 大滝詠一   | 12st.guitar, 6st.guitar, comb and vocal           |
| 細野晴臣   | electric bass, keyboards, 6st.guitar, and vocal   |
| 松本隆     | drums, percussions                                |
|            |                                                   |
| 小倉栄司   | recording director, 12st.guitar and hand-crapping |
| 四家秀次郎 | chief director of mixing engineer                 |
| 島雄一     | assistant mixing engineer                         |
| 林静一     | jaket design and illustration                     |
| 野上眞宏   | photography                                       |
| 矢吹申彦   | art-direction and liner design                    |
| 秦政明     | produce                                           |
| 録音       | 1970年4月9,10,11,12日 アオイスタジオ              |
|            |                                                   |

| 下記の方々の多大なる御援助に深く感謝したい 敬称略・順不同 |
| - JAMES JOYCE, FRED NEIL, 永島慎二, 三遊亭円生, JEAN LUC-GODARD, POCO, - JOHN and PAUL, BYRDS, NILSON, JIM FILDER, WILLIAM FAULKNER, PHIL OCHS, - PIEPRE KLOSSONWSKI, JIM WEBB, 5th DIMENSION, E E.CUMMINGS, CICAGO, - RICK DANKO, 黒澤明, 江戸川乱歩, EDGAR ALLAN POE, DEBUSSY, 唐十郎, - DAVID CROSBY, 富岡多恵子, LAURENCE DURRELL, SCHONBERG, 杉浦茂, 岩田宏, - STEPHEN STILLS, GRAHAM NASH, NEIL YOUNG, 片山健, PHILIIPE SOLLERS, - 楳図かずお, JONI MITCHELL, GEORGE BATAILLE, BOB DYLAN, BERA BARTOK, - FRANK ZAPPA, LAURA NYRO, JULIEN GRACQ, 鈴木茂, ROBIN TROWER, BOULEZ, - つげ義春, 松本隆, A.P.MANDIARGLIES, 夢野久作, ANDRE BRETON, BOB MOSLEY, DON STEVENSON, LEVON HELM, MICKEY HART, 茨木のり子, 佐藤京子, 一条さゆり, - JEFFERSON AIRPLANE, ALAIN ROBBEGRILLET, IGOR STRAVINSKY, GINSBERG, - MAURICE BLANCHOT, 石浦信三, D.A.F.DE SADE, CLAUDE SAIMON, 稲垣足穂, - 中田佳彦, ASSOCIATION, 明智小五郎, 広沢虎造, 山川揔治, 宮沢賢治, 細野晴臣, - 細江英公, DRUCURA, 大江健三郎, 上松誠一, 佐伯俊男, PAUL SAIMON, ERIC CLAPTON, - JUDY COLLINS, PHLL SPECTOR, 渋沢龍彦, 美空ひばり, 大瀧詠一, 千利休, 中平卓馬, - STEVE MILLER BAND, GARY BROOKER, ALEXENDER SPENCE, J.R.ROBERTSON, - RICHARD MANUEL, GIBB BROS, FEDERICO FELLINI, ALAIN RESNAIS, 林静一, - MATHEW FISHER, JERRY GARCIA, PETER LEWIS, TOM RUSH, ANTONIN ARTAUD |

## カバー
- 「12月の雨の日」は、2002年のゲームソフト『ぼくのなつやすみ2 海の冒険篇』で、劇中のキャラクターにより歌われている[11]。
- トリビュート・アルバム『HAPPY END PARADE〜tribute to はっぴいえんど〜』（2002年）には、スピッツによる「12月の雨の日」、くるりによる「あやか市の動物園」、空気公団による「いらいら」、キセルと細野晴臣の共演による「しんしんしん」、航空電子による「春よ来い」のカバーが収録された。
- 「春よ来い」は カーネーションによりカバーされている（2000年のシングル「恋するためにぼくは生まれてきたんだ」、2020年のEP「カーネーション sings はっぴいえんど EP」）。
- 「かくれんぼ」はカーネーションによりカバーされている（2020年のEP「カーネーション sings はっぴいえんど EP」）

## レコーディング・セッション
- 4月9日  –  「12月の雨の日」、「春よ来い」
- 4月10日  –  「飛べない空」、「かくれんぼ」、「はっぴいえんど」、「あやか市の動物園」
- 4月11日  –  「いらいら」「しんしんしん」、「風をあつめて」、「あやか市の動物園」*
- 4月12日・午後  –  「春よ来い」*、「12月の雨の日」*、「かくれんぼ」*
- 4月12日・深夜  –  「敵タナトスを想起せよ!」、「朝」、「いらいら」*他のマスター作成、「はっぴーいいえーんど」

※*はダビング